# Campeonato Femenino Sub-20 de la Concacaf de 2023
El Campeonato Femenino Sub-20 de la Concacaf de 2023 fue la XII edición del torneo, y se disputó del 25 de mayo al 4 de junio de 2023.
El torneo final tuvo lugar por tercera vez en República Dominicana.
Los 3 mejores equipos clasificaron a la Copa Mundial Femenina Sub-20 de 2024.

## Clasificación
El Campeonato Femenino Sub-20 de la Concacaf de 2023 se compone de 2 fases. Los 2 mejores equipos en la Clasificación de Selecciones Femeninas Sub-20 de la CONCACAF (de septiembre de 2022) clasificarán de manera automática a la Fase final.
Los equipos restantes inscritos en la competición disputarán una Fase preliminar: el ganador de cada grupo clasificará a la Fase final del campeonato que se disputará en República Dominicana.

## Fase preliminar

### Sorteo preliminar
Los equipos participantes fueron sorteados en 2 grupos de 6 equipos y 4 grupos de 5 equipos. Los bombos fueron ordenados de acuerdo a la Clasificación de Selecciones Femeninas Sub-20 de la CONCACAF.
| Bombo 1                                                          | Bombo 2                                                        | Bombo 3                                                             | Bombo 4                                                                            | Bombo 5                                                                                                  |
| ---------------------------------------------------------------- | -------------------------------------------------------------- | ------------------------------------------------------------------- | ---------------------------------------------------------------------------------- | --- |
| Canadá Haití Costa Rica Jamaica Puerto Rico República Dominicana | Trinidad y Tobago El Salvador Guatemala Guyana Panamá Honduras | San Cristóbal y Nieves Bermudas Nicaragua Cuba Islas Caimán Surinam | Santa Lucía Curazao Granada Anguila Antigua y Barbuda San Vicente y las Granadinas | Belice Bahamas Dominica Islas Vírgenes Estadounidenses Guayana Francesa Guadalupe Martinica Saint-Martin |

### Grupo A
Todos los partidos se jugaron en San Cristóbal, República Dominicana.
| Pos. | Equipo                         | Pts. | PJ | G | E | P | GF | GC | Dif. | Clasificación |
| ---- | ------------------------------ | ---- | -- | - | - | - | -- | -- | ---- | ------------- |
| 1    | Canadá                         | 12   | 4  | 4 | 0 | 0 | 40 | 1  | +39  | Fase final    |
| 2    | El Salvador                    | 9    | 4  | 3 | 0 | 1 | 16 | 11 | +5   |               |
| 3    | Cuba                           | 6    | 4  | 2 | 0 | 2 | 6  | 6  | 0    |               |
| 4    | Martinica                      | 1    | 4  | 0 | 1 | 3 | 2  | 21 | −19  |               |
| 5    | San Vicente y las Granadinas   | 1    | 4  | 0 | 1 | 3 | 1  | 26 | −25  |               |
| 6    | Islas Vírgenes Estadounidenses | 0    | 0  | 0 | 0 | 0 | 0  | 0  | 0    | Retirada      |

 Fuente: CONCACAF
| 14 de abril de 2023 | El Salvador | 2:1 | Cuba |  |  |

| 14 de abril de 2023 | Canadá | 15:0 | Martinica |  |  |

| 16 de abril de 2023 | Martinica | 1:3 | El Salvador |  |  |

| 16 de abril de 2023 | San Vicente y las Granadinas | 0:12 | Canadá |  |  |

| 18 de abril de 2023 | El Salvador | 10:0 | San Vicente y las Granadinas |  |  |

| 18 de abril de 2023 | Martinica | 0:2 | Cuba |  |  |

| 20 de abril de 2023 | San Vicente y las Granadinas | 1:1 | Martinica |  |  |

| 20 de abril de 2023 | Cuba | 0:4 | Canadá |  |  |

| 22 de abril de 2023 | Cuba | 3:0 | San Vicente y las Granadinas |  |  |

| 22 de abril de 2023 | Canadá | 9:1 | El Salvador |  |  |

### Grupo B
Todos los partidos se jugaron en Willemstad, Curazao.
| Pos. | Equipo                 | Pts. | PJ | G | E | P | GF | GC | Dif. | Clasificación |
| ---- | ---------------------- | ---- | -- | - | - | - | -- | -- | ---- | ------------- |
| 1    | Panamá                 | 9    | 3  | 3 | 0 | 0 | 29 | 1  | +28  | Fase final    |
| 2    | Curazao                | 6    | 3  | 2 | 0 | 1 | 16 | 5  | +11  |               |
| 3    | Sint Maarten           | 3    | 3  | 1 | 0 | 2 | 0  | 20 | −20  |               |
| 4    | Bahamas                | 0    | 3  | 0 | 0 | 3 | 1  | 23 | −22  |               |
| 5    | Haití                  | 0    | 0  | 0 | 0 | 0 | 0  | 0  | 0    | Retirada      |
| 6    | San Cristóbal y Nieves | 0    | 0  | 0 | 0 | 0 | 0  | 0  | 0    | Retirada      |

 Fuente: CONCACAF
| 14 de abril de 2023 | Haití | Cancelado | Bahamas |  |  |

| 14 de abril de 2023 | Panamá | 5:1 | Curazao |  |  |

| 16 de abril de 2023 | Bahamas | 0:13 | Panamá |  |  |

| 16 de abril de 2023 | Sint Maarten | Cancelado | Haití |  |  |

| 18 de abril de 2023 | Panamá | 11:0 | Sint Maarten |  |  |

| 18 de abril de 2023 | Bahamas | 0:7 | Curazao |  |  |

| 20 de abril de 2023 | Sint Maarten | 3:1 | Bahamas |  |  |

| 20 de abril de 2023 | Curazao | Cancelado | Haití |  |  |

| 22 de abril de 2023 | Haití | Cancelado | Panamá |  |  |

| 22 de abril de 2023 | Curazao | 8:0 | Sint Maarten |  |  |

### Grupo C
Todos los partidos se jugaron en Santo Domingo, República Dominicana.
| Pos. | Equipo               | Pts. | PJ | G | E | P | GF | GC | Dif. | Clasificación |
| ---- | -------------------- | ---- | -- | - | - | - | -- | -- | ---- | ------------- |
| 1    | República Dominicana | 7    | 3  | 2 | 1 | 0 | 18 | 0  | +18  | Fase final    |
| 2    | Guyana               | 7    | 3  | 2 | 1 | 0 | 16 | 0  | +16  |               |
| 3    | Surinam              | 3    | 3  | 1 | 0 | 2 | 2  | 9  | −7   |               |
| 4    | Dominica             | 0    | 3  | 0 | 0 | 3 | 0  | 27 | −27  |               |
| 5    | Granada              | 0    | 0  | 0 | 0 | 0 | 0  | 0  | 0    | Retirada      |

 Fuente: CONCACAF
| 15 de abril de 2023 | Guyana | 6:0 | Surinam |  |  |

| 15 de abril de 2023 | República Dominicana | 15:0 | Dominica |  |  |

| 17 de abril de 2023 | Dominica | 0:10 | Guyana |  |  |

| 17 de abril de 2023 | Surinam | 0:3 | República Dominicana |  |  |

| 19 de abril de 2023 | Surinam | 2:0 | Dominica |  |  |

| 19 de abril de 2023 | República Dominicana | 0:0 | Guyana |  |  |

### Grupo D
Todos los partidos se jugaron en Willemstad, Curazao.
| Pos. | Equipo            | Pts. | PJ | G | E | P | GF | GC | Dif. | Clasificación |
| ---- | ----------------- | ---- | -- | - | - | - | -- | -- | ---- | ------------- |
| 1    | Puerto Rico       | 9    | 3  | 3 | 0 | 0 | 16 | 1  | +15  | Fase final    |
| 2    | Trinidad y Tobago | 6    | 3  | 2 | 0 | 1 | 6  | 7  | −1   |               |
| 3    | Guadalupe         | 3    | 3  | 1 | 0 | 2 | 5  | 8  | −3   |               |
| 4    | Islas Caimán      | 0    | 3  | 0 | 0 | 3 | 1  | 12 | −11  |               |
| 5    | Antigua y Barbuda | 0    | 0  | 0 | 0 | 0 | 0  | 0  | 0    | Retirada      |

 Fuente: CONCACAF
| 15 de abril de 2023 | Trinidad y Tobago | 3:0 | Islas Caimán |  |  |

| 15 de abril de 2023 | Puerto Rico | 5:0 | Guadalupe |  |  |

| 17 de abril de 2023 | Guadalupe | 2:3 | Trinidad y Tobago |  |  |

| 17 de abril de 2023 | Islas Caimán | 1:6 | Puerto Rico |  |  |

| 19 de abril de 2023 | Islas Caimán | 0:3 | Guadalupe |  |  |

| 19 de abril de 2023 | Puerto Rico | 5:0 | Trinidad y Tobago |  |  |

### Grupo E
Todos los partidos se jugaron en Managua, Nicaragua.
| Pos. | Equipo           | Pts. | PJ | G | E | P | GF | GC | Dif. | Clasificación |
| ---- | ---------------- | ---- | -- | - | - | - | -- | -- | ---- | ------------- |
| 1    | Jamaica          | 9    | 3  | 3 | 0 | 0 | 10 | 0  | +10  | Fase final    |
| 2    | Honduras         | 6    | 3  | 2 | 0 | 1 | 15 | 3  | +12  |               |
| 3    | Bermudas         | 3    | 3  | 1 | 0 | 2 | 4  | 9  | −5   |               |
| 4    | Anguila          | 0    | 3  | 0 | 0 | 3 | 1  | 18 | −17  |               |
| 5    | Guayana Francesa | 0    | 0  | 0 | 0 | 0 | 0  | 0  | 0    | Retirada      |

 Fuente: CONCACAF
| 14 de abril de 2023 | Honduras | 6:1 | Bermudas |  |  |

| 14 de abril de 2023 | Jamaica | 6:0 | Anguila |  |  |

| 16 de abril de 2023 | Honduras | 9:0 | Anguila |  |  |

| 16 de abril de 2023 | Bermudas | 0:2 | Jamaica |  |  |

| 18 de abril de 2023 | Bermudas | 3:1 | Anguila |  |  |

| 18 de abril de 2023 | Jamaica | 2:0 | Honduras |  |  |

### Grupo F
Todos los partidos se jugaron en Managua, Nicaragua.
| Pos. | Equipo      | Pts. | PJ | G | E | P | GF | GC | Dif. | Clasificación |
| ---- | ----------- | ---- | -- | - | - | - | -- | -- | ---- | ------------- |
| 1    | Costa Rica  | 12   | 4  | 4 | 0 | 0 | 26 | 2  | +24  | Fase final    |
| 2    | Nicaragua   | 9    | 4  | 3 | 0 | 1 | 10 | 5  | +5   |               |
| 3    | Guatemala   | 6    | 4  | 2 | 0 | 2 | 10 | 5  | +5   |               |
| 4    | Belice      | 3    | 4  | 1 | 0 | 3 | 8  | 20 | −12  |               |
| 5    | Santa Lucía | 0    | 4  | 0 | 0 | 4 | 1  | 23 | −22  |               |

 Fuente: CONCACAF
| 15 de abril de 2023 | Costa Rica | 13:0 | Belice |  |  |

| 15 de abril de 2023 | Guatemala | 1:3 | Nicaragua |  |  |

| 17 de abril de 2023 | Belice | 0:3 | Guatemala |  |  |

| 17 de abril de 2023 | Santa Lucía | 0:9 | Costa Rica |  |  |

| 19 de abril de 2023 | Guatemala | 5:0 | Santa Lucía |  |  |

| 19 de abril de 2023 | Belice | 2:3 | Nicaragua |  |  |

| 21 de abril de 2023 | Santa Lucía | 1:6 | Belice |  |  |

| 21 de abril de 2023 | Nicaragua | 1:2 | Costa Rica |  |  |

| 23 de abril de 2023 | Costa Rica | 2:1 | Guatemala |  |  |

| 23 de abril de 2023 | Nicaragua | 3:0 | Santa Lucía |  |  |

## Fase final • República Dominicana
Los seis equipos ganadores de cada grupo de la fase preliminar, avanzaron a la fase final, donde se unieron a Estados Unidos y México quienes eran los dos mejores posicionados en la Clasificación de Selecciones Nacionales Femeninas Sub-20 de la CONCACAF.

### Equipos participantes
Participaran ocho selecciones nacionales de fútbol afiliadas a la Concacaf, divididas en dos grupos.
| Equipos participantes | Equipos participantes | Equipos participantes | Equipos participantes | Equipos participantes |
| --------------------- | --------------------- | --------------------- | --------------------- | --------------------- |
| Canadá                | Estados Unidos        | México                | Puerto Rico           |                       |
| Costa Rica            | Jamaica               | Panamá                | República Dominicana  |                       |

### Sorteo final
El sorteo final se realizó el día 4 de mayo de 2023 en Miami, Estados Unidos, sede de la CONCACAF. Los bombos fueron ordenados de acuerdo a la Clasificación de Selecciones Nacionales de la CONCACAF publicada en septiembre de 2022.
| Bombo 1               | Bombo 2           | Bombo 3             | Bombo 4                     |
| --------------------- | ----------------- | ------------------- | --------------------------- |
| Estados Unidos México | Canadá Costa Rica | Jamaica Puerto Rico | República Dominicana Panamá |

### Sedes
| Estadio Panamericano | Estadio Olímpico Félix Sánchez |
| Capacidad: 2.800     | Capacidad: 27.000              |
|                      |                                |

## Fase de grupos
Los partidos se muestran en hora local, AST (UTC-4)

### Grupo A
Los partidos se reprogramaron al 26, 28 y 30 de mayo de 2023 debido a condiciones climatológicas adversas en Santo Domingo el 24 de mayo.
| Equipo         | Pts | PJ | PG | PE | PP | GF | GC | Dif |
| -------------- | --- | -- | -- | -- | -- | -- | -- | --- |
| Estados Unidos | 9   | 3  | 3  | 0  | 0  | 15 | 2  | +13 |
| Canadá         | 6   | 3  | 2  | 0  | 1  | 11 | 5  | +6  |
| Jamaica        | 3   | 3  | 1  | 0  | 2  | 4  | 9  | -5  |
| Panamá         | 0   | 3  | 0  | 0  | 3  | 1  | 15 | -14 |

| 26 de mayo de 2023 | Canadá                                         | 4:0 (2:0) | Jamaica | Estadio Olímpico Félix Sánchez, Santo Domingo |                          |
| 16:00 (AST)        | - Chukwu 39', 45+1' - Smith 56' - Watson 90+4' | Reporte   |         | Árbitra: Marianela Araya                      | Árbitra: Marianela Araya |

| 26 de mayo de 2023 | Estados Unidos                                                                             | 6:0 (3:0) | Panamá | Estadio Olímpico Félix Sánchez, Santo Domingo |                       |
| 19:00 (AST)        | - Dudley 1' - Sentnor 41' (pen.), 49' (pen.) - Rader 45' - Martinho 64' - Lemos 71' (pen.) | Reporte   |        | Árbitra: Katia García                         | Árbitra: Katia García |

| 28 de mayo de 2023 | Panamá | 0:5 (0:4) | Canadá                                                          | Estadio Olímpico Félix Sánchez, Santo Domingo |                         |
| 15:00 (AST)        |        | Reporte   | - Markesini 22' - Garay 25' (a.g.) - Smith 29', 41' - Allen 51' | Árbitra: Sandra Benítez                       | Árbitra: Sandra Benítez |

| 28 de mayo de 2023 | Jamaica | 0:4 (0:1) | Estados Unidos                          | Estadio Olímpico Félix Sánchez, Santo Domingo |                         |
| 18:00 (AST)        |         | Reporte   | - Dahlien 11', 47', 79' - Dellarose 49' | Árbitra: Astrid Gramajo                       | Árbitra: Astrid Gramajo |

| 30 de mayo de 2023 | Jamaica                                                                          | 4:1 (3:0) | Panamá           | Estadio Olímpico Félix Sánchez, Santo Domingo |                          |
| 15:00 (AST)        | - Atkinson 16' - Richards 32' (pen.) - Raghunandanan 37' - Van Zanten 74' (pen.) | Reporte   | Rosas 79' (pen.) | Árbitra: Myriam Marcotte                      | Árbitra: Myriam Marcotte |

| 30 de mayo de 2023 | Estados Unidos                                                       | 5:2 (3:0) | Canadá                        | Estadio Olímpico Félix Sánchez, Santo Domingo |                       |
| 18:00 (AST)        | - Dahlien 3' - Sentnor 11', 55' - Thompson 45+1' (pen.) - Gamero 61' | Reporte   | - Allen 54' (pen.) - Rose 67' | Árbitra: Katia García                         | Árbitra: Katia García |

### Grupo B
| Equipo               | Pts | PJ | PG | PE | PP | GF | GC | Dif |
| -------------------- | --- | -- | -- | -- | -- | -- | -- | --- |
| México               | 9   | 3  | 3  | 0  | 0  | 11 | 0  | +11 |
| Costa Rica           | 6   | 3  | 2  | 0  | 1  | 10 | 7  | +3  |
| República Dominicana | 3   | 3  | 1  | 0  | 2  | 3  | 8  | –5  |
| Puerto Rico          | 0   | 3  | 0  | 0  | 3  | 4  | 13 | –9  |

| 25 de mayo de 2023 | Costa Rica                                                                             | 7:3 (4:1) | Puerto Rico                          | Estadio Panamericano, San Cristóbal |                             |
| 15:00 (AST)        | - Scott 7', 87', 90+4' - Rodríguez 19' - Y. Fonseca 45+2' - Matarrita 45+5' - Díaz 90' | Reporte   | - Colón 41' (pen.), 61' - García 55' | Árbitra: Ekaterina Koroleva         | Árbitra: Ekaterina Koroleva |

| 25 de mayo de 2023 | México                                                 | 4:0 (2:0) | República Dominicana | Estadio Panamericano, San Cristóbal |                          |
| 18:00 (AST)        | - T. Flores 2' - Espinoza 39' - Colin 80' - Gordon 83' | Reporte   |                      | Árbitra: Myriam Marcotte            | Árbitra: Myriam Marcotte |

| 27 de mayo de 2023 | República Dominicana | 1:3 (0:1) | Costa Rica                                         | Estadio Panamericano, San Cristóbal |                              |
| 15:00 (AST)        | Mercedes 90+5'       | Reporte   | - Scott 45+1' (pen.) - Jiménez 59' - Matarrita 77' | Árbitra: Carly Shaw-MacLaren        | Árbitra: Carly Shaw-MacLaren |

| 27 de mayo de 2023 | Puerto Rico | 0:4 (0:3) | México                                                            | Estadio Panamericano, San Cristóbal |                          |
| 18:00 (AST)        |             | Reporte   | - Servín 18' - M. Flores 38' - Vargas 45+4' (pen.) - Gordon 90+3' | Árbitra: Odette Hamilton            | Árbitra: Odette Hamilton |

| 29 de mayo de 2023 | Puerto Rico  | 1:2 (1:0) | República Dominicana             | Estadio Panamericano, San Cristóbal |                        |
| 15:00 (AST)        | - García 37' | Reporte   | - Vargas 57' (pen.) - Castro 65' | Árbitra: Natalie Simon              | Árbitra: Natalie Simon |

| 29 de mayo de 2023 | México                                | 3:0 (3:0) | Costa Rica | Estadio Panamericano, San Cristóbal |                             |
| 18:00 (AST)        | - M. Flores 16', 20' - Saldívar 45+1' | Reporte   |            | Árbitra: Ekaterina Koroleva         | Árbitra: Ekaterina Koroleva |

## Fase de eliminatorias

### Cuadro de desarrollo
|  | Semifinales    | Semifinales    |              |   | Final | Final |
|  |                |                |              |   |       |       |
|  |                |                |              |   |       |       |
|  |                |                |              |   |       |       |
|  | México         | 2              |              |   |       |       |
|  | México         | 2              |              |   |       |       |
|  | Canadá         | 1              |              |   |       |       |
|  | Canadá         | 1              | México       | 2 |       |       |
|  |                |                | México       | 2 |       |       |
|  |                | Estados Unidos | 1            |   |       |       |
|  | Estados Unidos | Estados Unidos | 1            | 2 |       |       |
|  | Estados Unidos |                |              | 2 |       |       |
|  | Costa Rica     | 1              |              |   |       |       |
|  | Costa Rica     | 1              | Tercer lugar |   |       |       |
|  |                |                |              |   |       |       |
|  |                |                |              |   |       |       |
|  |                |                |              |   |       |       |
|  | Canadá (t. s.) | 5              |              |   |       |       |
|  | Canadá (t. s.) | 5              |              |   |       |       |
|  | Costa Rica     | 3              |              |   |       |       |

### Semifinales
| 2 de junio de 2023 | México                    | 2:1 (0:0) | Canadá     | Estadio Olímpico Félix Sánchez, Santo Domingo |                         |
| 15:00 (AST)        | - Orozco 77' - Soto 90+2' | Reporte   | Briggs 65' | Árbitra: Astrid Gramajo                       | Árbitra: Astrid Gramajo |

| 2 de junio de 2023 | Estados Unidos             | 2:1 (1:0) | Costa Rica       | Estadio Olímpico Félix Sánchez, Santo Domingo |                         |
| 18:00 (AST)        | - Aikey 39' - Martinho 49' | Reporte   | Scott 55' (pen.) | Árbitra: Sandra Benítez                       | Árbitra: Sandra Benítez |

### Tercer puesto
| 4 de junio de 2023 | Canadá                                                     | 5:3 (3:3, 2:3) (t. s.) | Costa Rica                                 | Estadio Olímpico Félix Sánchez, Santo Domingo |                          |
| 15:00 (AST)        | - Ottey 16' - Jourde 27' - Smith 75' - Chukwu 101', 120+1' | Reporte                | - Solano 24' - Scott 45+1' - Briceño 45+6' | Árbitra: Odette Hamilton                      | Árbitra: Odette Hamilton |

### Final
| 4 de junio de 2023 | México                    | 2:1 (0:0) | Estados Unidos | Estadio Olímpico Félix Sánchez, Santo Domingo |                          |
| 18:00 (AST)        | - Orozco 71' - Servín 88' | Reporte   | Gamero 80'     | Árbitra: Marianela Araya                      | Árbitra: Marianela Araya |

|                           |
| Bandera de México         |
| Campeón México 2.º título |

## Estadísticas

### Tabla general
| Equipo | Equipo               | Pts. | PJ | PG | PE | PP | GF | GC | Dif. |
| ------ | -------------------- | ---- | -- | -- | -- | -- | -- | -- | ---- |
| 1      | México               | 15   | 5  | 5  | 0  | 0  | 15 | 2  | +13  |
| 2      | Estados Unidos       | 12   | 5  | 4  | 0  | 1  | 18 | 5  | +13  |
| 3      | Canadá               | 9    | 5  | 3  | 0  | 2  | 17 | 10 | +7   |
| 4      | Costa Rica           | 6    | 5  | 2  | 0  | 3  | 14 | 14 | 0    |
| 5      | Jamaica              | 3    | 3  | 1  | 0  | 2  | 4  | 9  | –5   |
| 6      | República Dominicana | 3    | 3  | 1  | 0  | 2  | 3  | 8  | –5   |
| 7      | Puerto Rico          | 0    | 3  | 0  | 0  | 3  | 4  | 13 | –9   |
| 8      | Panamá               | 0    | 3  | 0  | 0  | 3  | 1  | 15 | –14  |

### Goleadoras
| Jugadora         | Selección      | Goles |
| ---------------- | -------------- | ----- |
| Sheika Scott     | Costa Rica     | 6     |
| Annabelle Chukwu | Canadá         | 4     |
| Madeline Dahlien | Estados Unidos | 4     |
| Ally Sentnor     | Estados Unidos | 4     |
| Olivia Smith     | Canadá         | 4     |
| Maribel Flores   | México         | 3     |

## Clasificados aColombia 2024
El 10 de octubre de 2023, la FIFA incrementó el número de participantes en la Copa Mundial Femenina Sub-20 de 2024, otorgando una plaza más a la Concacaf, que fue asignada al cuarto lugar del torneo.

| Bandera de México | Bandera de Estados Unidos | Bandera de Canadá | Bandera de Costa Rica |
| México            | Estados Unidos            | Canadá            | Costa Rica            |
| 2/6/2023          | 2/6/2023                  | 4/6/2023          | 4/10/2023             |

## Premios
| Premio        |  | Jugadora      | Selección  |
| ------------- |  | ------------- | ---------- |
| Balón de Oro  |  | Alice Soto    | México     |
| Bota de Oro   |  | Sheika Scott  | Costa Rica |
| Guante de Oro |  | Itzel Velasco | México     |

| Premio                                |  | Selección      |
| ------------------------------------- |  | -------------- |
| Premio al Juego Limpio de la CONCACAF |  | Estados Unidos |